# Marcewek
Marcewek [marˈt͡sɛvɛk] es un pueblo en el distrito administrativo de Gmina Słupca, dentro del Condado de Słupca, Voivodato de Gran Polonia, en el oeste de Polonia central. Se encuentra aproximadamente a 9 kilómetros (6 mi) del noreste de Słupca y a 73 kilómetros al este de la capital regional Poznan.
El pueblo tiene una población aproximada de 190 habitantes.